# 9197 Endo
9197 Endo è un asteroide della fascia principale. Scoperto nel 1992, presenta un'orbita caratterizzata da un semiasse maggiore pari a 2,1634277 UA e da un'eccentricità di 0,1106086, inclinata di 1,00357° rispetto all'eclittica.